# Dexia formosana
Dexia formosana là một loài ruồi trong họ Tachinidae.